# كوامي براون
كوامي براون (بالإنجليزية: Kwame Brown)‏ مواليد 10 مارس 1982 في تشارلستون، هو لاعب كرة سلة أمريكي سابق بدأ مسيرته الاحترافية في سنة 2001 وحمل الرقم 5 و54 و38. يبلغ طوله 6 قدم 11 بوصة (2.1 م). اعتزل اللعب في 2013.

## فرق لعب لها
- واشنطن ويزاردز
- لوس أنجلوس ليكرز
- ميمفيس غريزليس
- ديترويت بيستونز
- شارلوت هورنتس
- غولدن ستايت ووريورز
- فيلادلفيا سفنتي سيكسرز

## روابط خارجية
- كوامي براون على موقع إن بي أي (الإنجليزية)
- كوامي براون على موقع سبورتس رفرنس (الإنجليزية)
- كوامي براون على موقع كرة السلة الأوروبية.كوم (الإنجليزية)
- كوامي براون على موقع إي إس بي إن.كوم (الإنجليزية)
- كوامي براون على موقع ريلجم (الإنجليزية)
- كوامي براون على موقع بروبوليرز (الإنجليزية)